# Конькобежный спорт на зимних Олимпийских играх 1932
Соревнования по конькобежному спорту на зимних Олимпийских играх 1932 года в Лейк-Плэсиде. Было разыграно 4 комплекта медалей на дистанциях 500 м, 1500 м, 5000 м и 10000 м среди мужчин. Забеги среди женщин были демонстрационным видом и проводились на дистанциях 500 м, 1000 м и 1500 м. Награждались только конькобежцы мужчины.

### Призёры
| Дистанция | Золото      | Серебро         | Бронза          |
| --------- | ----------- | --------------- | --------------- |
| 500 м     | Джек Ши     | Бернт Эвенсен   | Александер Хурд |
| 1500 м    | Джек Ши     | Александер Хурд | Уильям Логан    |
| 5000 м    | Ирвинг Яффе | Эдвард Мерфи    | Уильям Логан    |
| 10000 м   | Ирвинг Яффе | Ивар Баллангруд | Франк Стак      |

## Участники
Принял участие 31 конькобежец из 6 стран. 8 спортсменов выступили на всех дистанциях. У женщин участвовали по пять спортсменок из Канады и США.
- Канада (7)
- Финляндия (1)
- Япония (4)
- Норвегия (6)
- Швеция (1)
- США (12)

### Медальный зачёт
| Место | Страна   | Золото | Серебро | Бронза | Всего |
| ----- | -------- | ------ | ------- | ------ | ----- |
| 1     | США      | 4      | 1       | 0      | 5     |
| 2     | Норвегия | 0      | 2       | 0      | 2     |
| 3     | Канада   | 0      | 1       | 4      | 5     |